# بيلي هيرمان
بيلي هيرمان (بالإنجليزية: Billy Herman)‏ هو لاعب كرة قاعدة أمريكي، ولد في 7 يوليو 1909 في إنديانا في الولايات المتحدة، وتوفي في 5 أكتوبر 1992 في ويست بالم بيتش في الولايات المتحدة بسبب سرطان.

## وصلات خارجية
- بيلي هيرمان على موقعبيزبول رفرنس.كوم (الدوري الرئيسي) (الإنجليزية)
- بيلي هيرمان على موقعبيزبول رفرنس.كوم (الدوري الثانوي) (الإنجليزية)
- بيلي هيرمان على موقع مشجعي الرسوم البيانية (الإنجليزية)
- بيلي هيرمان على موقع قاعة مشاهير كرة القاعدة (الإنجليزية)